# Ramón Ibarra (wrestler)
Ramón Ibarra Banda (Santa Catarina, 24 maggio 1956) è un wrestler messicano.
Lotta nel circuito indipendente con il nome di Super Parka. Ibarra fa parte di una famiglia di wrestler composta dal figlio Volador Jr.,dai nipoti di L.A. Park (LA Parka) e El Hijo de Cien Caras (deceduto nel 2010) e dal pronipote El Hijo de L.A. Park